# Musée Vie et métiers d'autrefois de Breteuil
Le musée Vie et métiers d'autrefois est un musée privé situé à Breteuil-sur-Iton dans le département de l'Eure. Il présente 7 000 pièces, notamment des vieux outils, répartis sur 38 métiers ou scènes de vie.

## Collection
Du barbier-coiffeur au merrandier, en passant par le sabotier et les lavandières, de nombreux métiers de la fin du XIXe au début du XXe siècle sont présentés. On y trouve de nombreuses pièces rares, par exemple une télévision de 1949 en état de fonctionnement.